# CCM Kirumba Stadium
El CCM Kirumba Stadium (en suajili: Uwanja wa CCM Kirumba) es un estadio multiusos utilizado principalmente para partidos de fútbol ubicado en la ciudad de Mwanza en Tanzania.

## Historia
Fue construido en 1980 y su operador es la Chama Cha Mapinduzi, su capacidad es de 35000 espectadores, lo que lo hace el segundo estadio deportivo más grande de Tanzania solo detrás del estadio nacional.
La selección nacional de fútbol lo utilizó como sede para la Clasificación de CAF para la Copa Mundial de Fútbol de 1986 y a veces lo utiliza para partidos amistosos.